# Lunna, Kungsbacka kommun
Lunna är en bebyggelse sydväst om Kungsbacka söder om Vallda i Vallda socken i Kungsbacka kommun. Från 2015 avgränsar SCB här en småort.